# Francesco Maino (scrittore)
Francesco Maino (Motta di Livenza, 17 marzo 1972) è uno scrittore italiano. 
Di professione avvocato, è coautore, con Daniele Marcassa, nel 2011, del progetto "Perdipiave", viaggio sentimentale lungo il fiume Piave: una risalita a piedi da Venezia al Cadore.
Nel 2013 il suo romanzo d'esordio Cartongesso vince il Premio Italo Calvino (Edizione XXVI) e viene pubblicato da Einaudi (Collana Supercoralli) nel 2014. L'opera è segnalata quale "libro del mese" di maggio della trasmissione radiofonica Fahrenheit, ideata e condotta da Marino Sinibaldi.
Nel 2015 il racconto Forme della mia rabbia è incluso nell'antologia Il racconto onesto, curata da Goffredo Fofi per l'editore Contrasto di Roma.
Il racconto L'uso della vita è apparso nella rivista Pièra, a cura dell'Ordine degli Architetti di Treviso, nel settembre 2015.
Nel 2016 pubblica la raccolta di prose Ratatuja. Parole alla prova, presso l'editore Ronzani di Vicenza, neonata casa editrice di cui è tra i fondatori e gli animatori. Il libro è illustrato con cinque inchiostri di Franco Zabagli.

## Opere
- Cartongesso, Torino, Einaudi, 2014. ISBN 978-88-0621-841-6
- Forme della mia rabbia, in Il racconto onesto. 60 scrittori, 60 risposte, a cura di Goffredo Fofi, Roma, Contrasto, 2015. ISBN 978-88-6965-587-6.
- L'uso della vita, in Pièra. Rivista semestrale dell'Ordine degli Architetti della Provincia di Treviso, 2, settembre 2015. ISSN 2420-9074.
- Ratatuja. Parole alla prova, Vicenza, Ronzani, 2016. ISBN 978-88-941594-0-0
- I morticani, Trieste/Roma, Italo Svevo - Incursioni, 2023, ISBN 978-88-99028-72-5